# Craspedosis transtinens
Craspedosis transtinens là một loài bướm đêm trong họ Geometridae.